# Sonet 122 (William Szekspir)

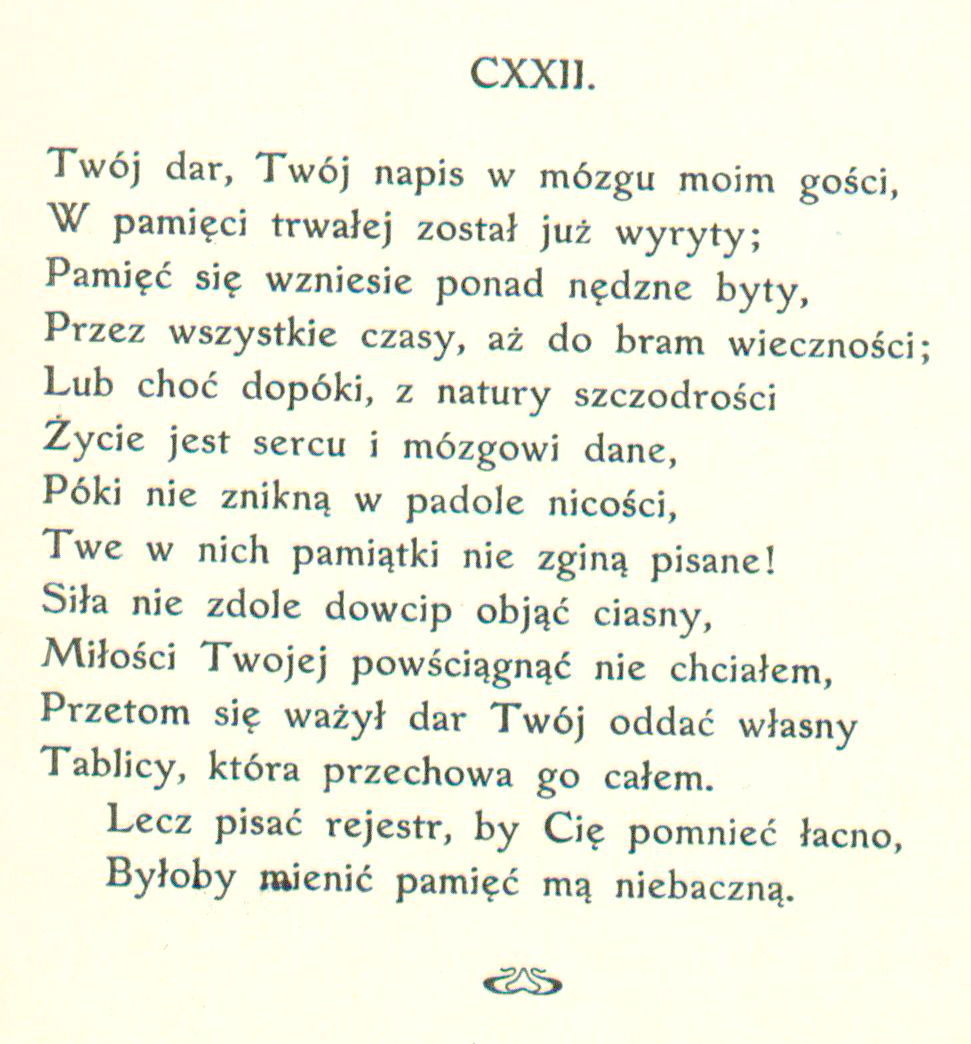
Pierwszy przekład sonetu 122 na język polski z 1913 przez ks. Marię Sułkowską.

Thy gift, thy tables, are within my brain

Full charactered with lasting memory,

Which shall above that idle rank remain,

Beyond all date, even to eternity:

Or, at the least, so long as brain and heart

Have faculty by nature to subsist;

Till each to razed oblivion yield his part

Of thee, thy record never can be missed.

That poor retention could not so much hold,

Nor need I tallies thy dear love to score;

Therefore to give them from me was I bold,

To trust those tables that receive thee more:

To keep an adjunct to remember thee

Were to import forgetfulness in me.

Zapiski twoje, które-m miał od ciebie,

Noszę w swej głowie: pamiętnik, daleki

Od zatracenia, choć wszystko pogrzebie

Czas, drogą swoją śpieszący przez wieki.

Przynajmniej dotąd będzie trwał, dopóki

Mózg nasz i serce z rozkazu natury

Nie stracą życia zdolności i sztuki —

Aż dotąd w grób on nie zejdzie ponury,

Miłości twojej żadne nie wyrażą

Zakarbowania, są czemś nazbyt małem,

Mnie ich nie trzeba, więc z spokojną twarzą

Tylko przy tamtej księdze pozostałem.

Jużbym o tobie zapomniał otwarcie,

Chcąc dla pamięci jakieś mieć podparcie.

Sonet 122 (incipit TThy guift,,thy tables,are within my braine) – jeden z cyklu 154 sonetów autorstwa Williama Szekspira. Po raz pierwszy został opublikowany w 1609 roku.
Sonet 122 nawiązuje do sonetu 77, którym Młodzieniec otrzymuje książkę z pustymi stronami do zapisania. 

## Treść
W sonecie tym podmiot liryczny, przez niektórych badaczy utożsamiany z autorem, tłumaczy, że zagubienie notesu lub pamiętnika ofiarowanego mu przez Młodzieńca, nie ma znaczenia gdyż jego własna pamięć zapewnia trwalsze wspomnienia. 
Wydaje się, że sonet odnosi się do rzeczywistego zdarzenia w życiu poety, ponieważ temat ten jest zbyt trywialny jak na formę sonetu. Jednakże motyw ten obecny jest również w Hamlecie (Akt 1 scena 5 Twe przykazanie żyć będzie samotnie w księdze mojego umysłu, nietknięte). 

## Polskie przekłady
| 1913 |  | Twój dar, Twój napis w mózgu moim gości,          |  | Maria Sułkowska     | [ 11 ] |
| 1922 |  | Zapiski twoje, które-m miał od ciebie,            |  | Jan Kasprowicz      | [ 4 ]  |
| 1948 |  | Tabliczki, dar Twój, w mózgu mym są, przyjacielu, |  | Władysław Tarnawski | [ 12 ] |
| 1968 |  | To coś mi dał na piśmie, to już w mojej głowie    |  | Marian Hemar        | [ 13 ] |
| 1979 |  | Twój dar – spisany – w mózgu mym spoczywa         |  | Maciej Słomczyński  | [ 14 ] |
| 2011 |  | Dar od ciebie, pamiętnik, choć tak wiele warty    |  | Stanisław Barańczak | [ 7 ]  |
| 2015 |  | Twój dar – notatnik – w sobie noszę stale         |  | Ryszard Długołęcki  | [ 15 ] |